# Meneghino

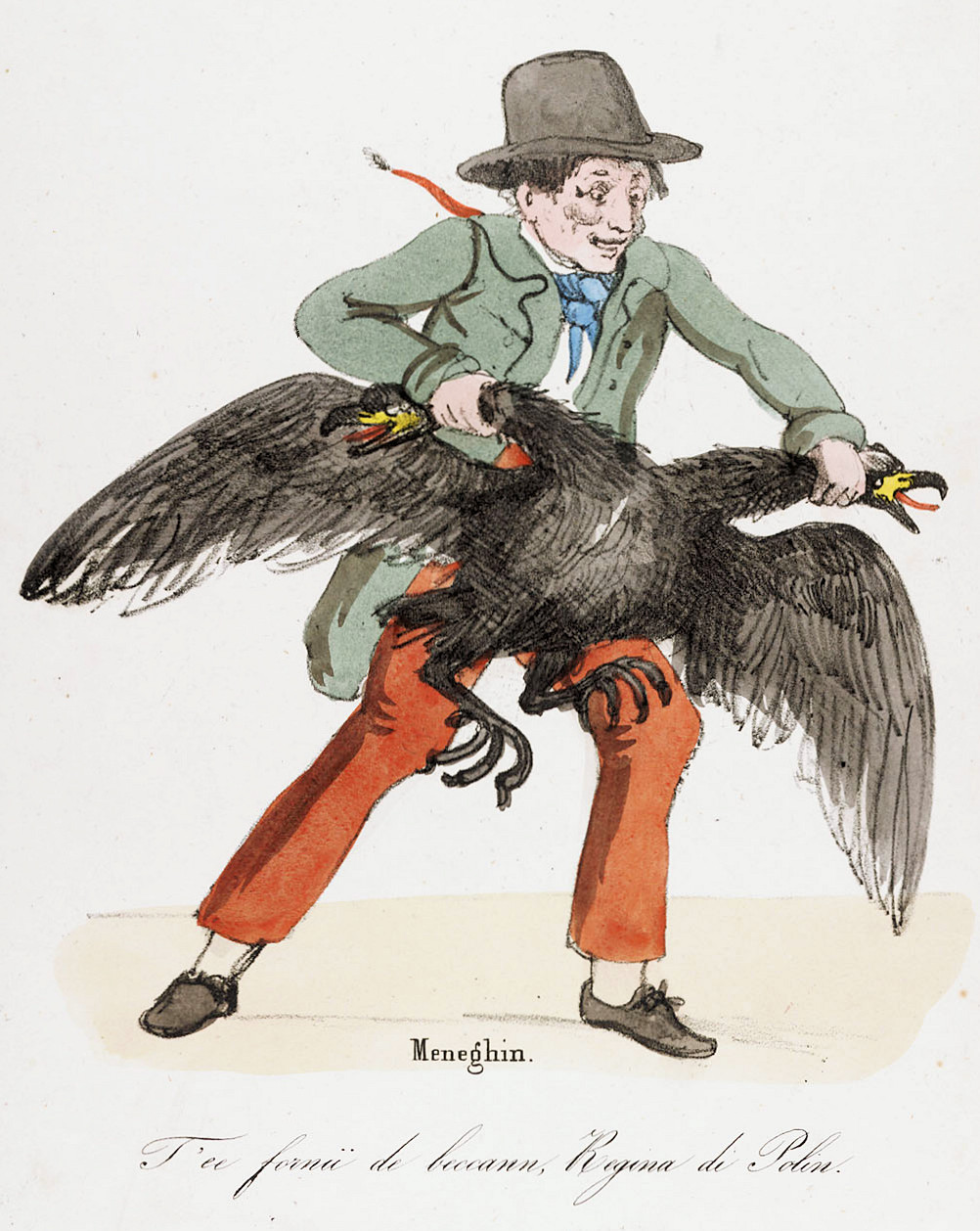
Presse satirique : après les Cinq journées de Milan Meneghino écartèle les cous de l'aigle à deux têtes des Habsbourg en s'exclamant : « Fini de me becqueter, reine du poulailler »

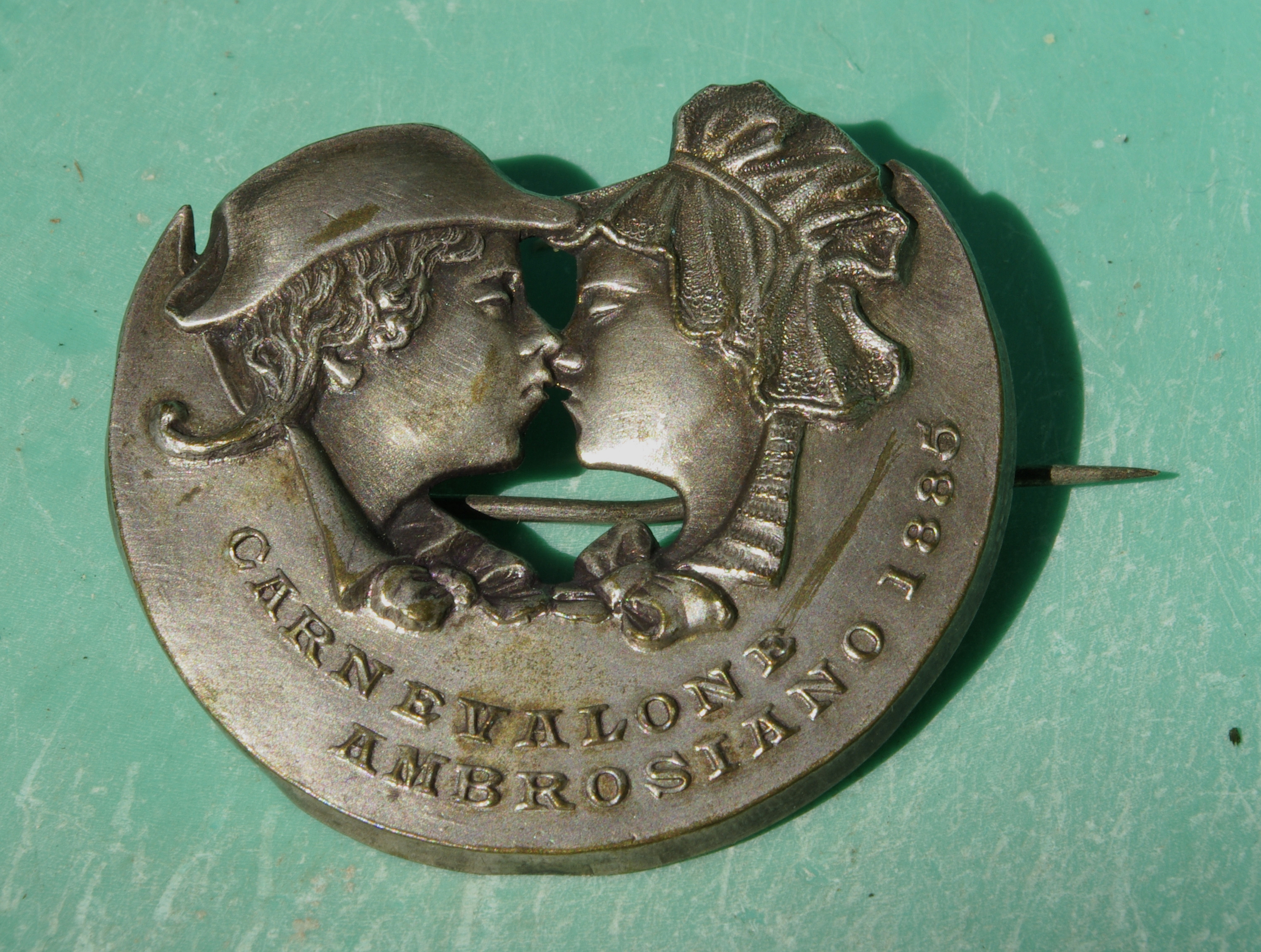
Broche en étain, représentant les portraits de Meneghino et Cecca surmontant la mention « Carnevalone ambrosiano 1885 »

Meneghino (en dialecte milanais (it) Meneghin) est un masque de la commedia dell'arte associé à la ville de Milan. Il occupe une place majeure dans les célébrations milanaises du Carnaval ambrosien. Le mot est synonyme de milanais.

## Étymologie
Meneghino est un diminutif du prénom Dominique (italien : Domenico, Domenichino, milanais Domenighino, Domenegh, Menegh, Meneghin). C'est le surnom donné au serviteur qui accompagne ses maîtres à la messe le dimanche (la domenica en italien).

## Histoire
Son origine remonte probablement aux Menecmi de Plaute, ou au Menego de Ruzzante. D'origine incertaine, Meneghin Pecenna (de pettina, le peigne) coiffeur cancannier, est introduit au théâtre au XVIIe siècle par Carlo Maria Maggi qui lui a donné, dans la comédie I consigli di Meneghino (1697), l'image du personnage populaire qui nous est parvenu. Outre accompagner à la messe du dimanche dans sa fonction de majordome, il fait le parrucchiere et prend soin des cheveux de sa maîtresse en étrillant selon son habitude les aristocrates et en singeant leurs vices de manière burlesque. Plus tard, Carlo Porta a contribué à en augmenter la popularité, en accentuant son caractère de censeur des coutumes du clergé et de l'aristocratie. Le personnage apparaît dans plusieurs ouvrages comme El lavapiatt del Meneghin ch'è mort (Le laveur d'assiette de Meneghino est mort, 1792) ou Meneghin biroeu di ex monegh (Meneghino serviteur des anciennes nonnes, 1820). Meneghino finit par devenir l'incarnation de l'attitude critique du milanais envers les puissants, les riches et les oppresseurs du peuple. Ainsi, durant les années du XIXe siècle qui ont conduit à l'unification italienne, il devient un symbole du mouvement révolutionnaire contre la domination des Habsbourg. L'affirmation de Meneghino comme symbole de Milan est relativement récente, auparavant, le personnage milanais par excellence était Beltrame (Baltramm de Gaggian), proche de Brighella. Le mot meneghino est devenu une antonomase commune pour se référer au peuple milanais, à la langue milanaise et à tout ce qui vient de Milan. En 2006, la municipalité a baptisé le nouveau train électrique du métro de Milan du nom de Meneghino par assonance avec le sigle technique MNG, acronyme de Metropolitana di Nuova Generazione.

## Caractéristique
La particularité de Meneghino est de pas porter de masque et de se présenter à visage découvert et sans maquillage ce qui fait de lui un personnage libéré de l'uniformité caractéristique d'un stéréotype fixe. Il a toujours en revanche une personnalité bien définie. Serviteur spirituel et donc une variation sur le thème du Zanni, il est surtout caractérisé par l'honnêteté, la sincérité et un fort sens de la justice. Son costume est caractérisé par un pantalon et une veste en drap vert bordé de rouge, un gilet à fleurs, une chemise blanche, des bas à rayures horizontales blanches et rouges, des souliers à boucle, une perruque avec une petite queue en l'air, un tricorne vert bordé de rouge et un parapluie. Dans les célébrations du Carnaval ambrosien, il est accompagné de sa femme, un autre masque populaire milanais, la Cecca di Berlinghitt, diminutif dialectal de Francesca.